# Delia Green
Delia Green (1886- 25 de diciembre de 1900) fue una adolescente afroamericana de 14 años víctima de asesinato, el cual ha sido identificado como la probable fuente de inspiración para varias canciones estadounidenses tradicionales bien conocidas, generalmente con los títulos "Delia" y "Delia's Gone".

## Historia
De acuerdo a reportes contemporáneos, publicados en periódicos de Georgia, Green fue asesinada de un disparo en la ingle por otro adolescente de 15 años llamado Mose (o Moses) Houston, la tarde del día de Navidad del año 1900, en el vecindario negro, pobre y violento de Yamacraw, en Savannah, Georgia. El hecho aconteció tras una discusión, al comienzo del anochecer mientras los miembros de la servidumbre a la que ambos pertenecían festejaban la Navidad. Houston, según contaban los periódicos locales, habría estado manteniendo relaciones de carácter sexual con Green durante los meses anteriores. 
El crimen tuvo lugar en el hogar de Willie West, donde ella trabajaba como sirvienta, quien persiguió a Houston tras percatarse de lo sucedido, y quien, además, lo entregó a las autoridades.
El asesinato de Green y el juicio de Houston en la primavera de 1901 fueron informados en los periódicos Savannah Morning News y el Savannah Evening Press. Aunque supuestamente Houston había confesado el asesinato al momento de su arresto, en el juicio afirmó que en realidad, el asesinato fue accidental. Algunos testigos, sin embargo, declararon que Houston se había enojado después que Green lo llamara “hijo de perra”.
Houston, que se presentó vistiendo pantalones cortos para enfatizar su juventud porque estaba siendo juzgado como adulto, fue declarado culpable y sentenciado a cadena perpetua y no a muerte, debido a la recomendación del jurado de piedad hacia el joven acusado. Tras permanecer encarcelado más de doce años, fue liberado por el gobernador, John M. Slaton en 1913. Los registros posteriores de su vida son vagos e imprecisos, pero se dice que murió en Nueva York en 1927 tras varios altercados más con la ley.
Green fue enterrada bajo una lápida sin nombre, en el cementerio Laurel Grove Cemetery South, en Savannah.

## Canciones
Las canciones sobre el asesinato de Delia Green se volvieron populares en las siguientes décadas. En 1928, el folclorista Robert Winslow Gordon reportó a la Biblioteca del Congreso que había rastreado los orígenes de esas canciones a un asesinato en la ciudad de Savannah, y que había entrevistado a la propia madre de Green, y al policía que custodió a Houston.
Las investigaciones de Gordon nunca fueron publicadas, y la relación entre Green y las canciones fue esencialmente un misterio hasta que el profesor John F. Garst trabajando a partir de las pistas dejadas por Gordon llegó hasta los archivos de los periódicos locales de Savannah.
Las canciones inspiradas por el asesinato de Green ahora figuran en dos formas principalmente: ambas eran elementos básicos de la resurrección del folk durante los años 1950 y principios de los 1960. Una de la versiones, usualmente atribuida a Blake Alphonso Higgs, se la conoce como “Delia’s Gone” (en español, “Delia se ha ido”), la cual es relatada desde el punto de vista del perpetrador del crimen. La segunda versión, atribuida a Blind Willie McTell, es conocida popularmente como “Delia”, y es relatada desde un punto de vista ambiguo.
Entre muchos de los cantantes que versionaron “Delia”, se encuentran Bob Dylan, y David Bromberg. Josh White y Pete Seeger, versionaron individualmente, la canción “Delia’s Gone”, en 1955, seguidos de Harry Belafonte, Bud y Travis, Burl Ives, The Kingston trio y otros cantantes del “Renacimiento del Folk”. Pat Boone, alcanzó un pequeño éxito con el lanzamiento de “Delia Gone” en 1960. La composición de dicha canción fue obra de Caperton Henley.
Fue también versionada por varios cantantes de música country, incluyendo a Bobby Bare, Waylon Jennings y Johnny Cash. En el vídeo musical de la cuarta grabación de la canción de Cash, Delia fue interpretada por la modelo Kate Moss.